# Чешир (переписна місцевість, Массачусетс)
Чешир (англ. Cheshire) — переписна місцевість (CDP) в США, в окрузі Беркшир штату Массачусетс. Населення — 545 осіб (2020).

## Географія
Чешир розташований за координатами 42°33′40″ пн. ш. 73°9′44″ зх. д. / 42.56111° пн. ш. 73.16222° зх. д. (42.561139, -73.162344).  За даними Бюро перепису населення США в 2010 році переписна місцевість мала площу 0,99 км², уся площа — суходіл.

## Демографія
Згідно з переписом 2010 року, у переписній місцевості мешкало 514 осіб у 230 домогосподарствах у складі 130 родин. Густота населення становила 517 осіб/км².  Було 257 помешкань (259/км²).
Расовий склад населення:
| - 97,5 % — білих - 0,6 % — чорних або афроамериканців - 0,2 % — корінних американців - 0,2 % — азіатів |

До двох чи більше рас належало 1,2 %. Частка іспаномовних становила 0,2 % від усіх жителів.
За віковим діапазоном населення розподілялося таким чином: 20,2 % — особи молодші 18 років, 64,2 % — особи у віці 18—64 років, 15,6 % — особи у віці 65 років та старші. Медіана віку мешканця становила 43,7 року. На 100 осіб жіночої статі у переписній місцевості припадало 111,5 чоловіків;  на 100 жінок у віці від 18 років та старших — 108,1 чоловіків також старших 18 років.
Середній дохід на одне домашнє господарство  становив 56 819 доларів США (медіана — 56 302), а середній дохід на одну сім'ю — 78 479 доларів (медіана — 83 571). За межею бідності перебувало 3,3 % осіб, у тому числі 6,2 % дітей у віці до 18 років та 16,1 % осіб у віці 65 років та старших.
Цивільне працевлаштоване населення становило 275 осіб. Основні галузі зайнятості: освіта, охорона здоров'я та соціальна допомога — 33,8 %, інформація — 16,0 %, мистецтво, розваги та відпочинок — 14,9 %.